# Navidad en Agosto
Navidad en Agosto (8월의 크리스마스, Palwolui Keuriseumaseu) es una película romántica dramática surcoreana de 1998. Fue el debut del director Hur Jin-ho y está estelarizada por Han Suk-kyu y Shim Eun-ha .

## Trama
Tras un compromiso fallido, el propietario de una tienda de fotografía, Jung-won ( Han Suk-kyu ), tiene 30 y tantos años, y vive con sus familiares: su hermana, su esposo e hijo, y su padre. Conoce a Da-rim ( Shim Eun-ha), una joven agente de estacionamiento, cuando ésta necesita fotografías impresas rápidamente como evidencia para usar contra los infractores de estacionamiento. Algo encaja entre ellos, se ven más a menudo y desarrollan sentimientos mutuos.
Antes de que su romance continúe más lejos, Jung-won descubre que sus recientes problemas de salud son síntomas de una enfermedad terminal. Parte de su aceptación de su destino, justo cuando ha encontrado la felicidad nuevamente, es romper todo contacto con Da-rim, cerrando la tienda de fotografía.  A ella se le rompe el corazón, pero no tiene forma de encontrarle.
Jung-won también crea un manual paso a paso para la máquina de revelado de su tienda para que su padre pueda hacerse cargo cuando Jung-won muera. Como despedida, se va de borrachera con sus amigos de la infancia, pero sólo le cuenta a su mejor amigo su inminente muerte, que no le cree hasta que Jung-won se derrumba en la comisaría a la que los llevan.
Después de un tiempo, Jung-won observa en secreto cómo Da-rim vuelve a hacer felizmente su trabajo y se siente satisfecho de que su plan haya funcionado. Se hace un autorretrato con un temporizador y esa foto se utiliza como su retrato fúnebre. 

## Elenco
- Han Suk-kyu como Jung-won
- Shim Eun-ha como Da-rim
- Shin Goo como el padre de Jung-won
- Oh Ji-hye como Jung-sook (la hermana de Jung-won)
- Lee Han-wi como Chul-goo (uno de los amigos de Jung-won)

## Premios
Premios de las Artes Baeksang 1998 
- Mejor película
- Mejor Actriz: Shim Eun-ha
- Mejor director novel: Hur Jin-ho

Premios cinematográficos Blue Dragon de 1998
- Mejor película
- Mejor Actriz: Shim Eun-ha
- Mejor fotografía: Yoo Young-gil (póstumamente)
- Mejor director novel: Hur Jin-ho

Premios Director's Cut 1998
- Mejor director: Hur Jin-ho
- Mejor actor: Han Suk-kyu
- Mejor Actriz: Shim Eun-ha

Premios Grand Bell 1999
- Mejor guion: Oh Seung-uk, Shin Dong-hwan y Hur Jin-ho
- Mejor director novel: Hur Jin-ho
- Premio del jurado

## Recepción
Con 422.930 entradas vendidas en Seúl y proyecciones en Singapur y Pusan, la película cuenta hasta la fecha con una base de seguidores duradera en Asia y se utiliza a menudo para enseñar guiones y cinematografía en China y Corea del Sur. También en 1998, esta película fue invitada a proyectarse en la sección Semana Internacional de la Crítica del Festival de Cine de Cannes .  Obtuvo el cuarto lugar en taquilla entre las películas coreanas en 1998. Debido a su éxito, la película se estrenó comercialmente en el Centro de Arte de Hong Kong el 3 de agosto de 1999 y en la Cinemateca Broadway del 30 de septiembre al 24 de noviembre de 1999. Fue uno de los títulos que cosechó apoyo crítico y popular para la emergente industria cinematográfica coreana, además de inspirar obras posteriores realizadas en su homenaje.
La película ha tenido una influencia duradera dentro de la industria cinematográfica coreana. Dicese que el actor Jang Hyuk estudió la película en preparación para su papel de regreso en el drama de MBC Thank You .  El asistente de dirección Park Heung-sik se sintió influenciado por escenas particulares de Jung-won lavando arroz y enseñándole a su padre uso del control remoto de la videograbadora, para su película Bravo, My Life!. La escena del llanto ahogado también encontró su lugar en Mi madre, la sirena .  Los personajes de Barking Dogs Never Bite y Girls' Night Out aparecen, respectivamente, mirando escenas del control remoto de la videograbadora y de un paseo de amantes. Han y Shim son mencionados como opciones ideales para el reparto por el aspirante a guionista homónimo en My Sassy Girl .
La película ocupó el primer puesto en la sección especial de Movie Week de los 10 mejores romances y melodramas coreanos de 1980 a 2007,  destacando las actuaciones principales como estándares del género. En el mismo artículo, el destacado director Song Hae-sung de Failan, menciona la escena de un solitario Jung-won cantando "In the Street" de Kim Kwang-seok (cuyo retrato funerario inspiró la película debut de Hur Jin-ho ), como un ejemplo particularmente resonante de melodrama que trasciende su género para expresar la esencia de la humanidad. 

## Remake
En el remake japonés de 2007 dirigido por Shunichi Nagasaki, el personaje femenino es una maestra. 